# Scatella ignara
Scatella ignara är en tvåvingeart som beskrevs av Cresson 1931. Scatella ignara ingår i släktet Scatella och familjen vattenflugor. Inga underarter finns listade i Catalogue of Life.